# Leszczydół (gmina)
Leszczydół (od 1870 Wyszków nad Bugiem) – dawna gmina wiejska istniejąca w XIX wieku w guberni łomżyńskiej. Siedzibą władz gminy był Leszczydół (obecnie jest to skupisko – okolica szlachecka – odrębnych wsi o członie Leszczydół).
Za Królestwa Polskiego gmina Leszczydół należała do powiatu pułtuskiego w guberni łomżyńskiej. 31 maja 1870 do gminy przyłączono pozbawiony praw miejskich Wyszków, po czym gminę przemianowano na gminę Wyszków nad Bugiem.